# Clarion (Iowa)
Clarion – miasto w Stanach Zjednoczonych, w stanie Iowa, w hrabstwie Wright.

## Demografia
Zgodnie ze spisem statystycznym z 2000 roku, miasto liczyło 2968 mieszkańców. W 2023 roku liczba mieszkańców spadła do 2745 osób, a gęstość zaludnienia poniżej 387 osób/km².